# Katedra Zbawiciela Świata w Aix-en-Provence
Katedra Zbawiciela Świata (fr. Cathédrale Saint-Sauveur, dosł. Katedra Świętego Zbawiciela) – rzymskokatolicka katedra we francuskiej gminie Aix-en-Provence, siedziba archidiecezji Aix.

## Historia
Według legend na terenie obecnej katedry dawniej znajdowała się pogańska, a później rzymska świątynia. Budowę kościoła rozpoczęto w V wieku. W latach 1323–1425 trwała budowa dzwonnicy. W 1513 roku świątyni zainstalowano liczne figury świętych. Budowę ukończono całkowicie dopiero w XVIII wieku. 

## Architektura
Świątynia trójnawowa, zbudowana w stylach romańskim, gotyckim oraz barokowym. Posiada układ halowy, do którego po obu stronach dobudowane są liczne boczne kaplice.

## Galeria

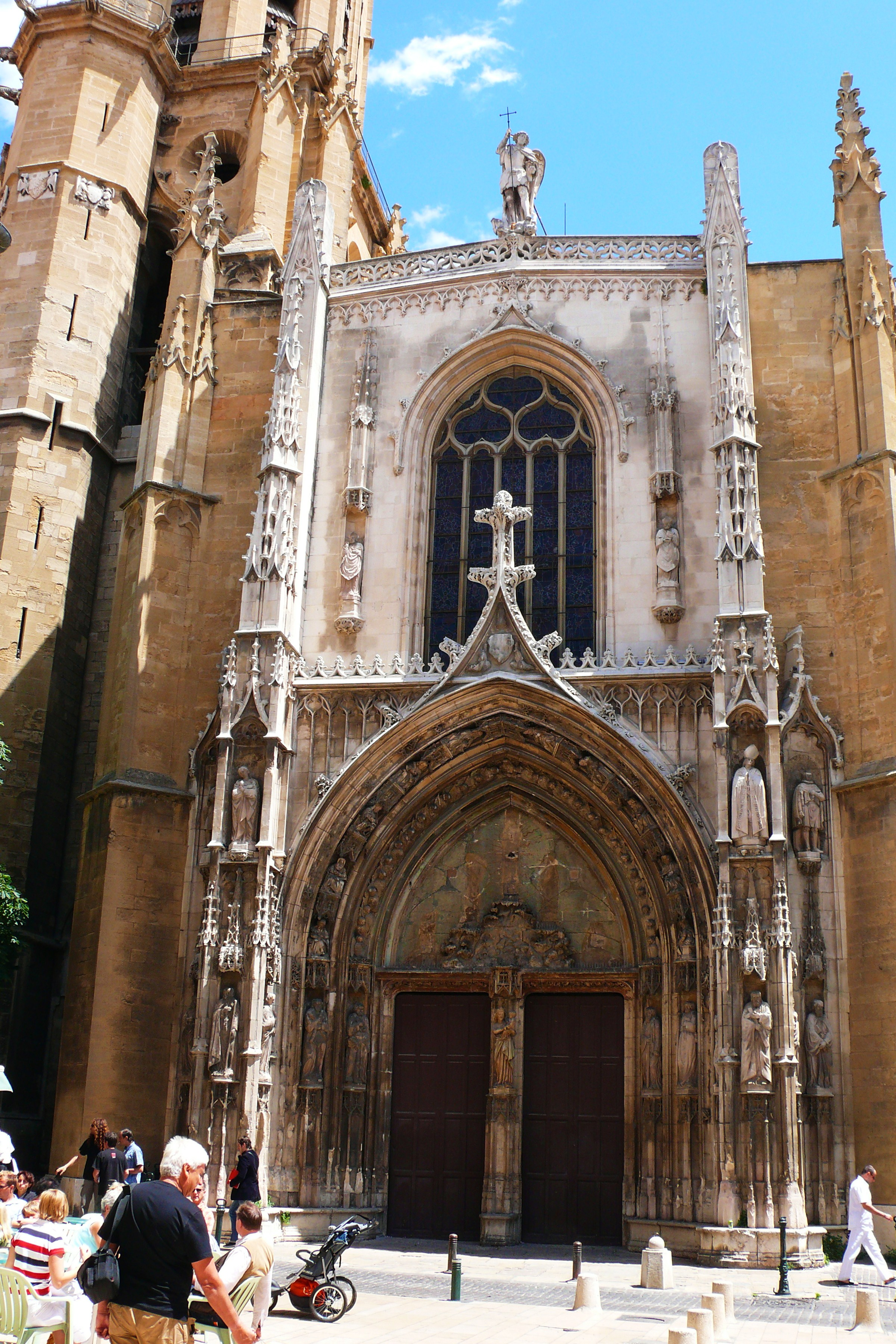
Fasada
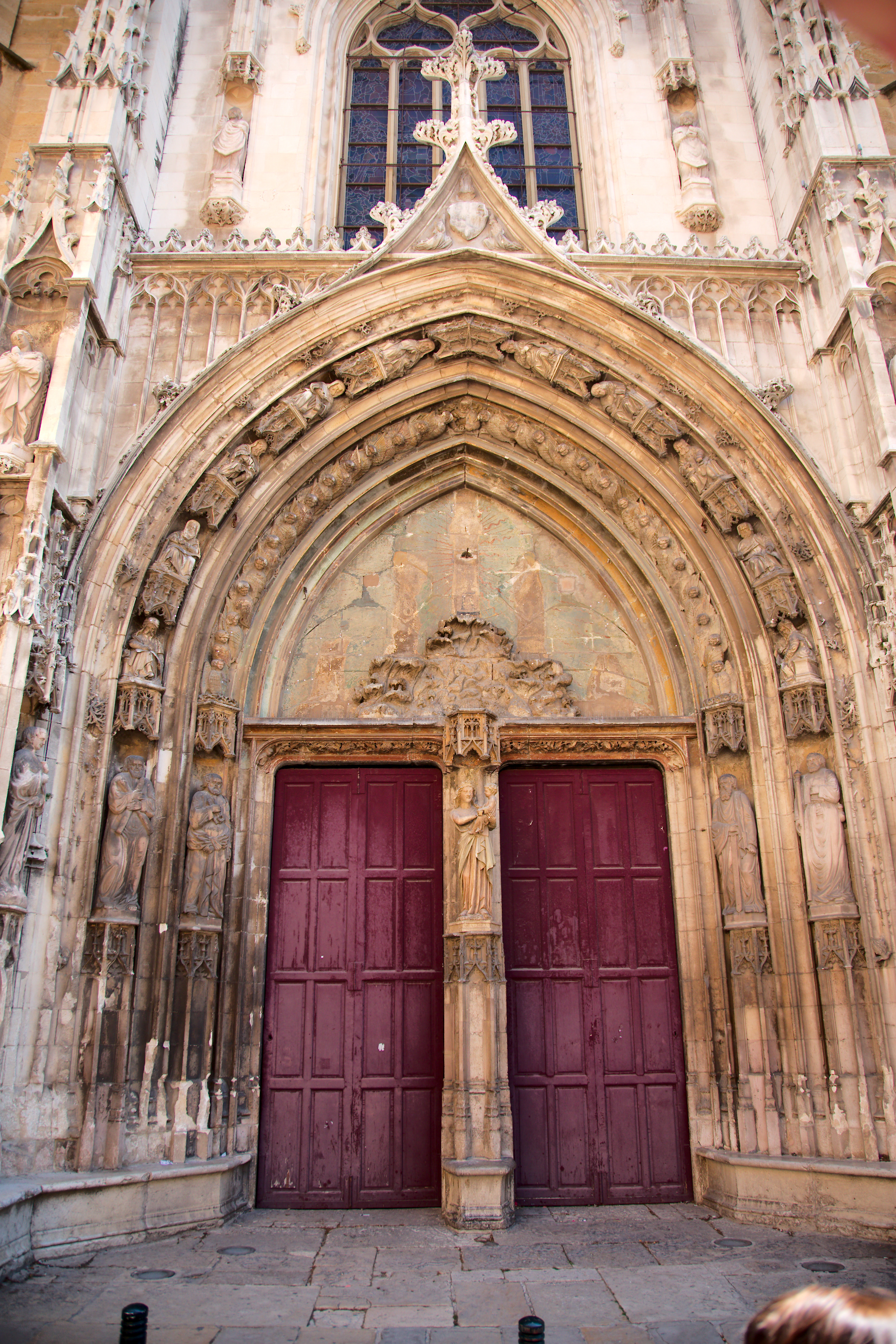
Portal główny
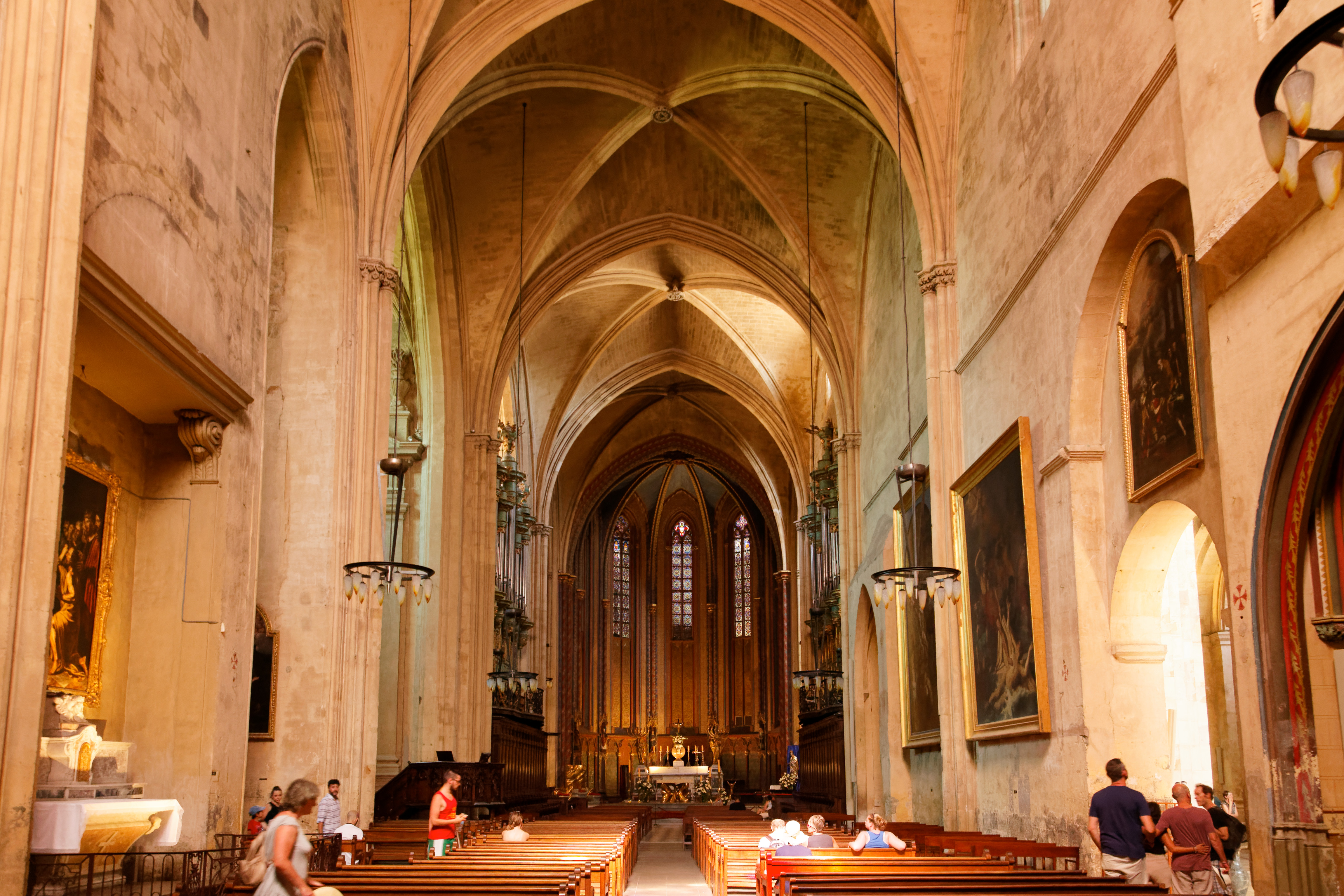
Nawa główna
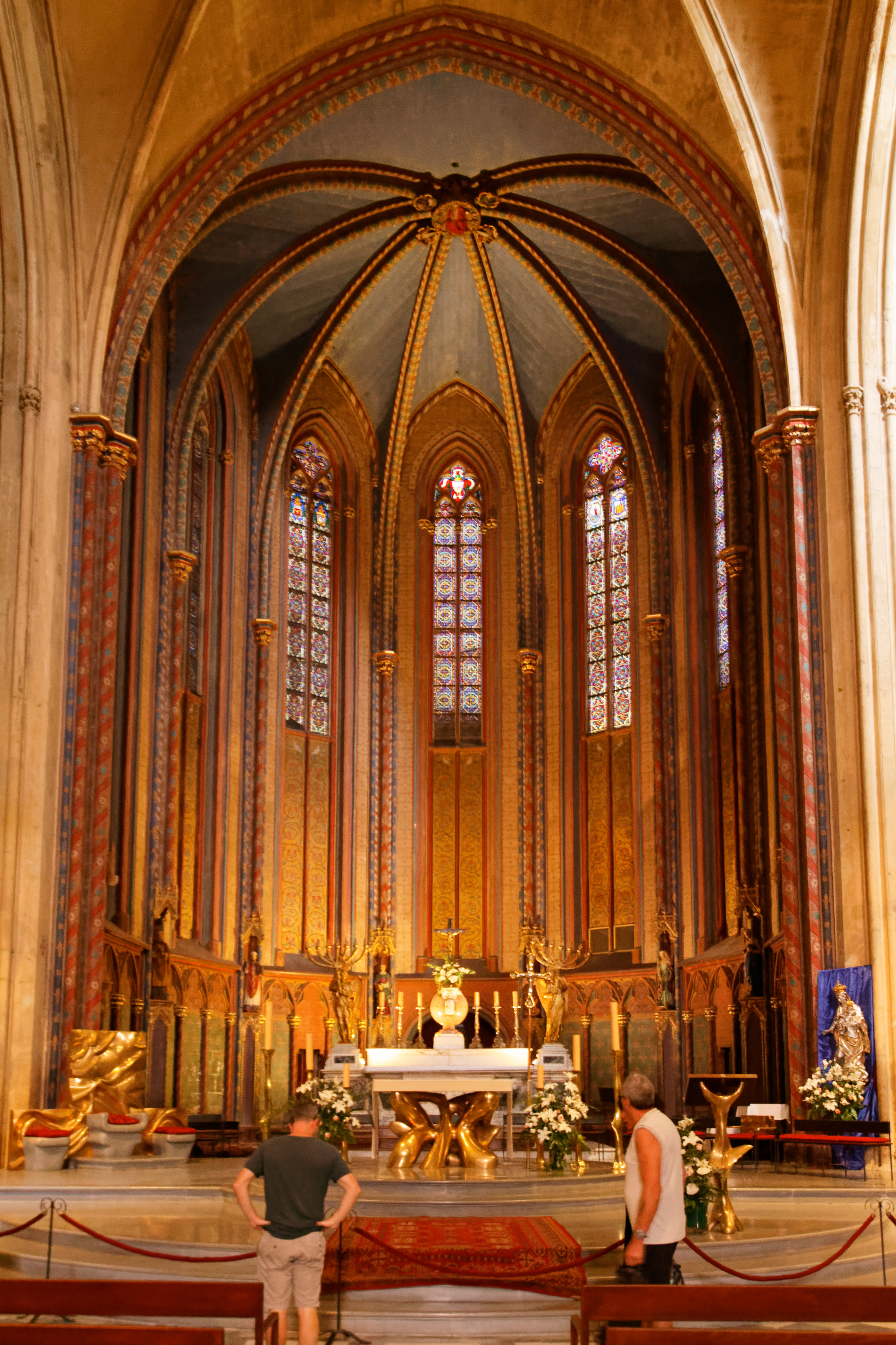
Prezbiterium